# Aleksandr Járlov
Aleksandr Kharlov (Unión Soviética, 18 de marzo de 1958) fue un atleta soviético, especializado en la prueba de 400 m vallas en la que llegó a ser medallista de bronce del mundo en 1983.

## Carrera deportiva
En el Mundial de Helsinki 1983 ganó la medalla de bronce en los 400 metros vallas, corriéndolos en un tiempo de 49.03 segundos, tras el estadounidense Edwin Moses y el alemán Harald Schmid.